# Chironomus oculatus
Chironomus oculatus är en tvåvingeart som beskrevs av Shobanov 1996. Chironomus oculatus ingår i släktet Chironomus och familjen fjädermyggor. Inga underarter finns listade i Catalogue of Life.